# Araucana
De Araucana is een in Zuid-Amerika ontstaan kippenras dat tot de groenleggers behoort. De rasnaam is ontleend aan de Chileense Mapuche-indianen uit de Araucanía regio, van wie bekend is dat zij dit ras hielden.

## Kenmerken

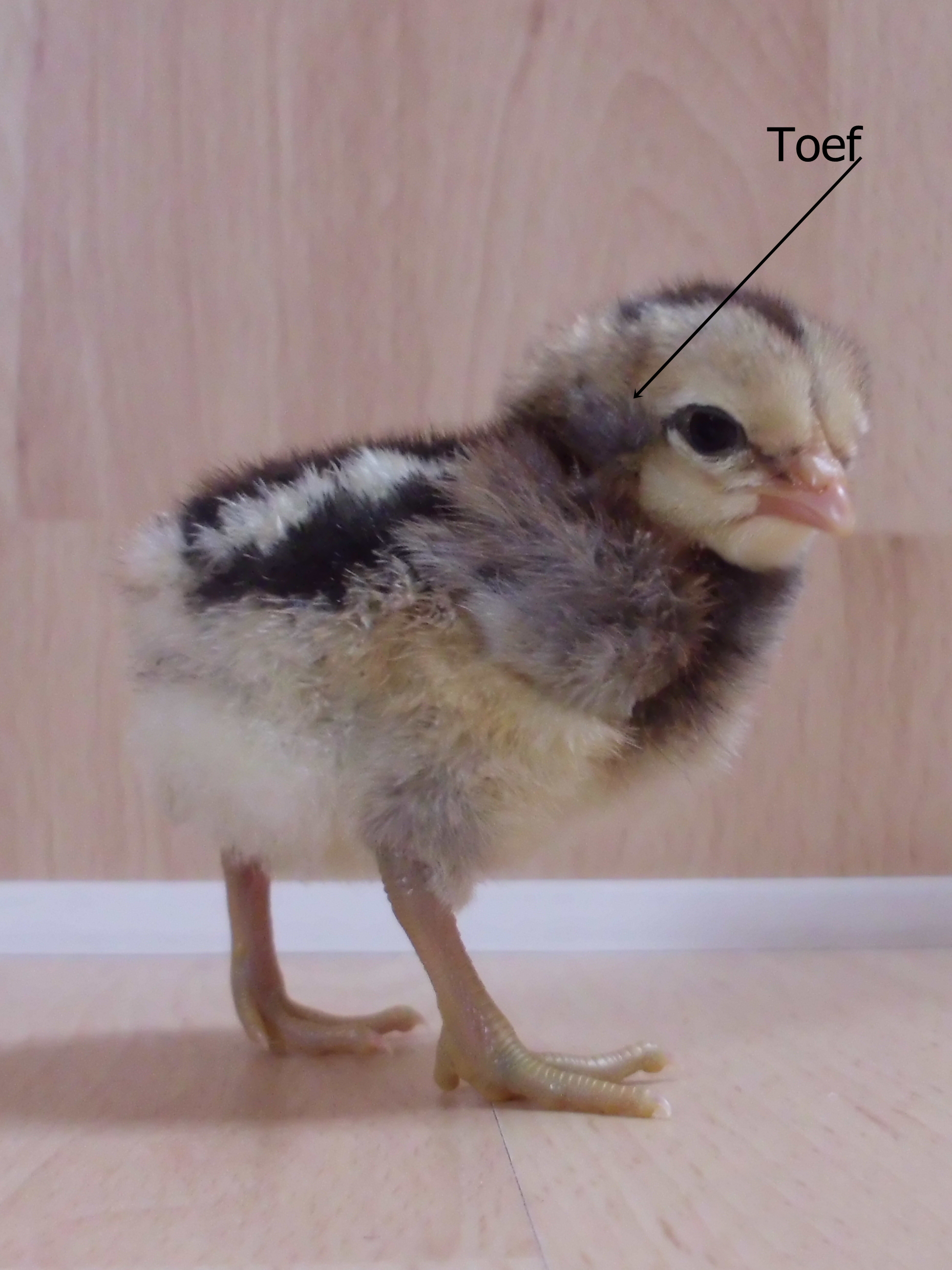
Araucana kuikentje met toefjes

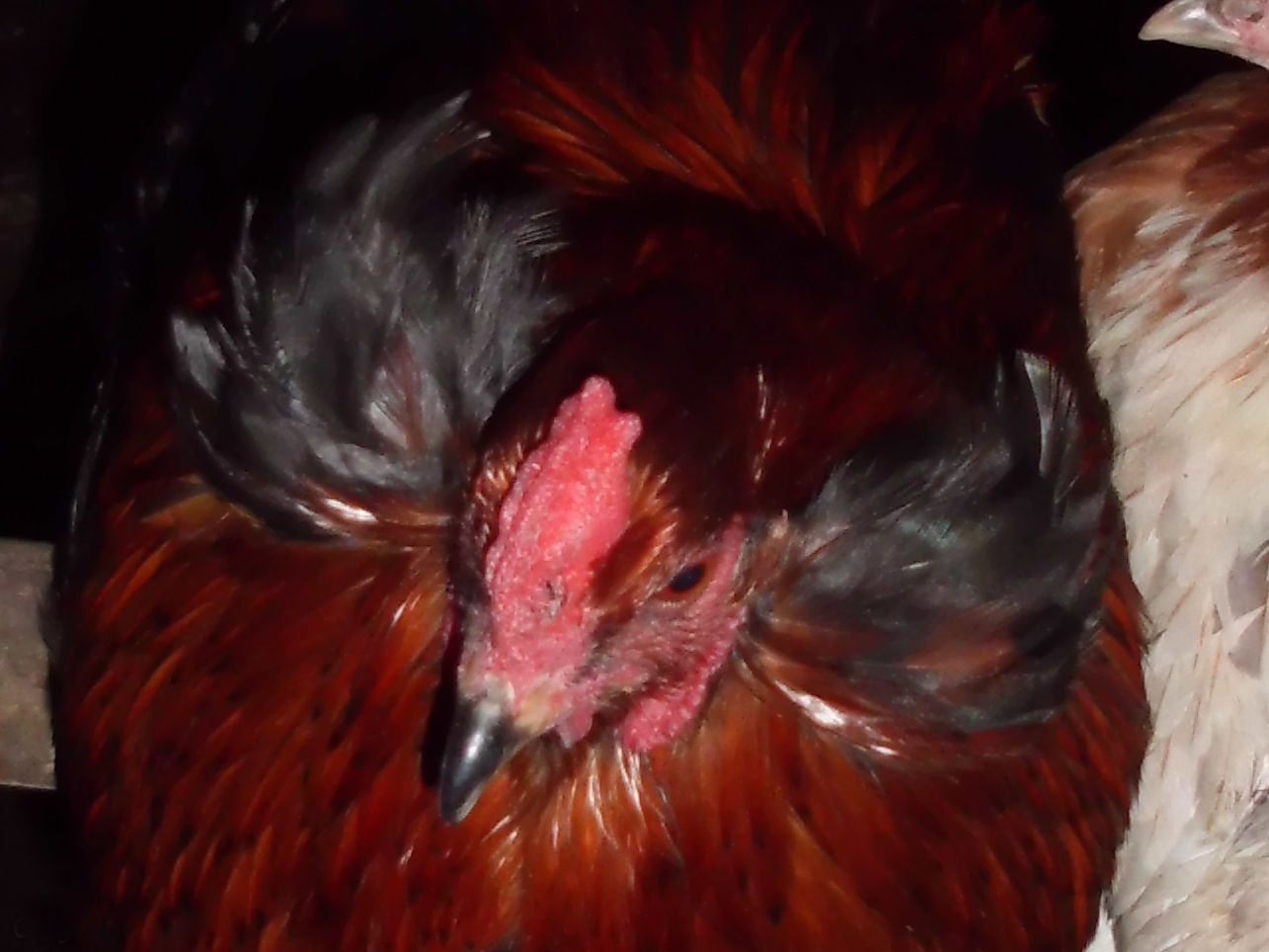
Kopstudie van een Araucanahaan met toeven

Araucana's zijn vrij rechtopstaande kippen die gefokt worden in de kleuren zwart, blauw, wildkleur, patrijs, blauwpatrijs, blauwwildkleur, wit, witpatrijs, zilverpatrijs, tarwe, blauw goudhalzig, blauwtarwe, zwart goudhalzig en koekoek. De kam is onregelmatig.

### Toeven
Aan weerszijden van de kop bevindt zich een bevederde huidplooi, wat een "toef" genoemd wordt. De toeven zijn niet altijd symmetrisch, soms hangt de ene naar boven, terwijl de ander naar beneden hangt, soms hangen ze niet even hoog, of soms ontbreekt er één of soms zijn er wel 3 toeven. Op de foto waar de kopstudie van de haan te zien is, zijn de toeven mooi symmetrisch. Het is voor kwekers van dit ras dan ook een uitdaging om dieren voort te brengen met symmetrische toeven en volledige staartloosheid. Het gen dat voor deze toeven zorgt, is lethaal. Dit wil zeggen dat wanneer het kuiken homozygoot is voor dat gen (gen toeven van haan + gen toeven hen) het zal sterven in het ei. 
Alle dieren met toeven zijn dus heterozygoot voor de eigenschap van toeven. Hierdoor gaan er uit 
- ouderdieren die beiden toeven hebben, altijd:
  - 25% kuikens uitkomen zonder toeven (clean faced)
  - 50% met toeven (tufted)
  - 25% zal echter in het ei gestorven zijn.
- ouderdieren waarvan een van de twee toeven heeft:
  - 50% met toeven
  - 50% zonder toeven
  - geen enkel kuiken zal in embryonale fase sterven

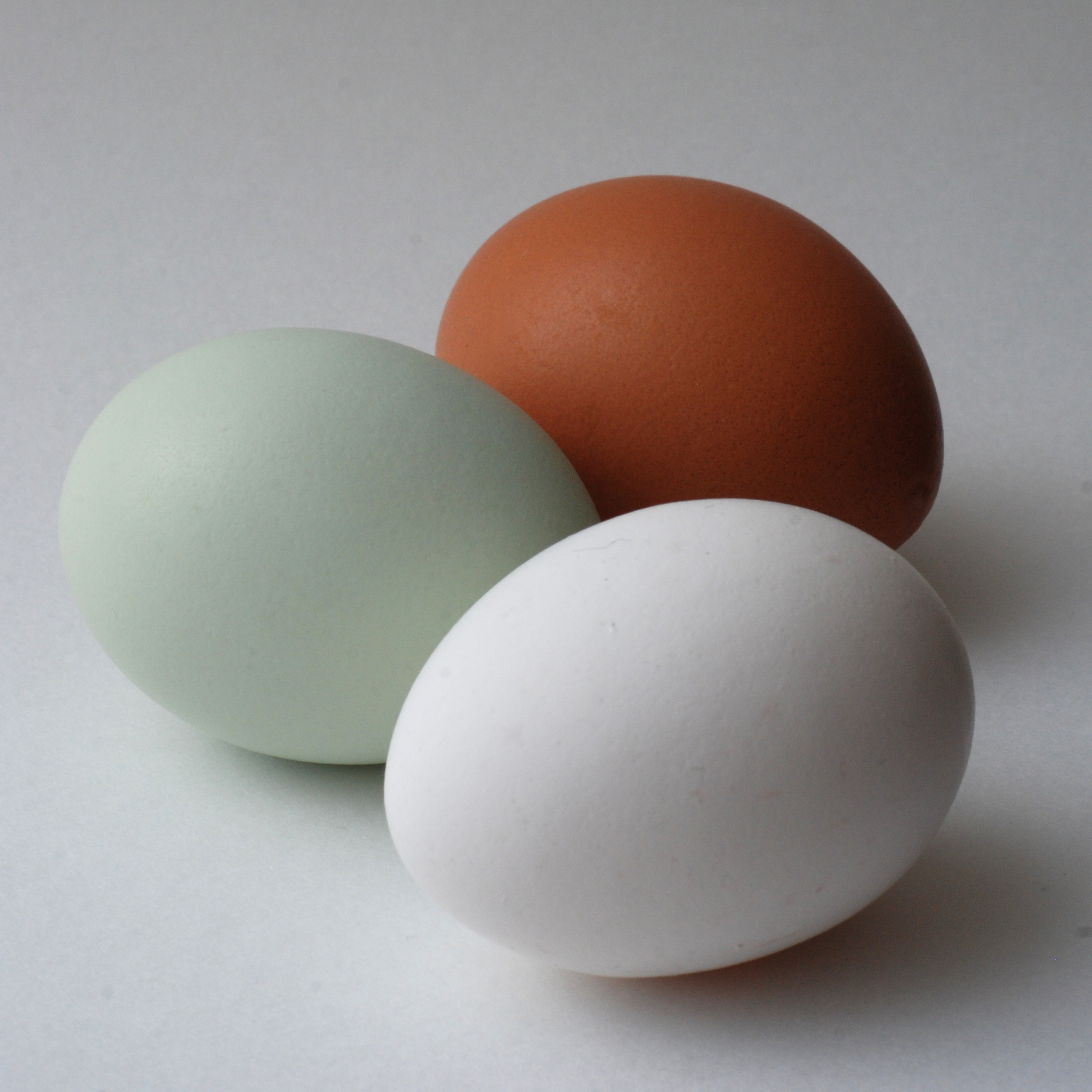
Araucana-ei (links), met wit en bruin ei ter vergelijking

### Blauwe eieren
Araucana's staan bekend om de ongebruikelijke kleur eieren die ze leggen, variërend van blauw tot turkoois. Dit ras is zeer resistent tegen ziektes. Er wordt gezegd dat Araucana eieren minder cholesterol zouden bevatten dan eieren van andere rassen, maar dit is een fabel en werd reeds weerlegd in verschillende wetenschappelijke studies. De eierschaal is wel dikker, zodat deze zelden barst bij koken. Door deze dikkere schaal is de kans op Salmonella in het ei ook kleiner.

## Rassenstandaards in Europa
Van de Araucana bestaat zowel een variant met staart als een staartloze variant. 
In vrijwel geheel Europa wordt uitsluitend de staartloze Araucana erkend.
In België en Nederland dienen de dieren als volgt te zijn:
- volledig staartloos
- toeven
- rode "wangen"
- geen baard
- groene, wilgkleurige poten
- geen pootbevedering

In Duitsland moeten de araucana's daarentegen een baard hebben.

Het Verenigd Koninkrijk kent een variant met staart, deze ziet er dan evenwel totaal anders uit: zonder oortoefjes, ook met een baardje en met een kuifje achter aan de kop.